# Filipe Soares
Filipe Miguel Barros Soares (* 20. Mai 1999 in Lissabon) ist ein portugiesischer Fußballspieler, der überwiegend im offensiven Mittelfeld eingesetzt wird.

## Karriere

### Verein
Soares begann seine Karriere bei der Jugendmannschaft von Benfica Lissabon, wo er gegen Ende seiner Zeit dort auch fünf Einsätze in der zweiten Mannschaft bekam. 2018 wechselte er zu Estoril Praia, die in der Segunda Liga spielen. In seiner einzigen Saison dort schaffte er zwei Tore in 31 Spielen. Im Sommer 2019 ging er zum Moreirense FC, wo er direkt Stammspieler war. Außerdem spielte er bei Moreirense mit seinem Bruder, was ihm, nach eigenen Aussagen, die Anpassung an die Liga erleichtert hat. Am 11. August 2019 (1. Spieltag) debütierte er gegen Sporting Braga in der Primeira Liga, nachdem er in der Startelf stand, jedoch schon in der 28. Minute raus musste. Anfang Februar 2020 (19. Spieltag) schoss er bei einem 5:1-Sieg über den Gil Vicente FC seine ersten beiden Tore in der Liga NOS. In der gesamten Saison 2019/20 schoss er vier Tore in 33 Ligaeinsätzen. In der darauf folgenden Saison war er weiterhin Stammspieler und spielte 32 Mal, wobei er zweimal treffen konnte.
Im Januar 2022 folgte dann der Wechsel für knapp drei Millionen Euro zu PAOK Thessaloniki in die griechische Super League mit einem Vertrag über viereinhalb Jahre. Am 2. Februar 2022 (21. Spieltag) wurde er bei einem 2:0-Sieg bei Apollon Smyrnis spät eingewechselt und debütierte somit in der ersten griechischen Liga. Nur zwei Wochen später kam er auch schon im Sechzehntelfinale der Europa Conference League das erste Mal international zum Einsatz, nachdem er gegen den FC Midtjylland erneut eingewechselt wurde. Am vorletzten Spieltag der Ligasaison stand er in der Startelf und schoss bei einem 1:1-Unentschieden gegen Olympiakos Piräus sein erstes Profitor im neuen Trikot. Die gesamte Spielzeit 2021/22 beendete er mit fünf Einsätzen in der regulären Saison und einem Treffer in acht weiteren Playoff-Spielen der Liga.

### Nationalmannschaft
Soares durchlief bereits mehrere Jugendnationalmannschaften von Portugal. Insgesamt konnte er 16 Spiele und ein Tor machen. Von 2019 bis 2021 war er Teil der U21-Mannschaft, mit der er an der U21-EM 2021 teilnahm, jedoch mit zwei persönlichen Einsätzen im Finale an Deutschland scheiterte.

## Erfolge
U21-Vize-Europameister: 2021